# Trouble T Roy
Troy Dixon (ur. 19 października 1967, zm. 15 lipca 1990, lepiej znany pod pseudonimem artystycznym Trouble T Roy) – tancerz hip-hopowy i raper, członek formacji Heavy D & the Boyz w latach 1987-1990.
15 lipca 1990 roku, w wieku 22 lat Dixon zmarł po nieszczęśliwym wypadku. Podczas trasy koncertowej w Indianapolis, Dixon wraz z grupą spędzali wolny czas na zabawie wspinając się na rampę. Chwilę później raper stracił równowagę i spadł na głowę z wysokości około drugiego piętra. Został zabrany do szpitala, gdzie później zmarł.

## Upamiętnienie
W 1991 roku kolega z zespołu rapera, Heavy D zadedykował swój album Peaceful Journey ku pamięci Dixona.
Duet Pete Rock & CL Smooth zadedykował swój utwór „They Reminisce Over You (T.R.O.Y.)” Trouble T-Royowi. Pete Rock w 2007 roku w wywiadzie dla The Village Voice opowiedział o genezie powstania utworu mówiąc:
Miałem przyjaciela, który już odszedł co było szokiem dla mojego otoczenia. Czułem lekkie przygnębienie, gdy skończyłem ten beat. Do dnia dzisiejszego nie mogę uwierzyć, że przeszedłem przez to co wtedy czułem. Myślę, że zrobiłem to dla mojego kumpla. Gdy znalazłem płytę Toma Scotta, usłyszałem coś niesamowitego co dotknęło mnie i sprawiło, że się popłakałem. Ten utwór miał tak przepiękny bas i od tego zacząłem [tworzyć utwór]. Znalazłem potem inne dźwięki i usłyszałem saksofon i użyłem go. Następnie sam wiesz. Miałem już gotowy przepiękny beat. Kiedy skończyłem miksować całość, był ze mną Charlie Brown z grupy Leaders of the New School i obaj zaczęliśmy płakać.
W 1990 roku, grupa muzyczna Guy wspomniała o nim w utworze „Long Gone”, który znalazł się na albumie The Future.